# Hiperantha testacea
Espèce
Hiperantha testacea est une espèce d'insectes de l'ordre des coléoptères, de la famille des Buprestidae, sous-famille des Buprestinae, tribu des Stigmoderini.

## Historique et dénomination
L'espèce Hiperantha testacea a été décrite par l’entomologiste danois Johan Christian Fabricius en 1801.

## Taxinomie
Liste des sous-espèces
- Hiperantha testacea testacea (Fabricius, 1801)
- Hiperantha testacea haemorrhoa (Fairmaire, 1851)
- Hiperantha testacea laticollis (Gory & Laporte, 1839)